# يوروكوبتر إي سي 130
يوروكوبتر أي سي 130 )بالإنجليزية: Eurocopter EC130) هي مروحية أوروبية خفيفة ذات محرك واحد، وهي تطور للإنتاج من مروحية يوروكوبتر إيه إس 350.

## التصميم والتطوير
المروحية إي-سي-130 هي أحد الطرازات المبنية على أساس يوروكوبتر إيه إس 350 بي3، وقامت برحلتها الأولى في 24 يونيو 1999. وتتميز المروحية إي-سي-130 باستبال مروحة التوجيه الخلفية بمضخة هوائية. وقد أدخل هذا التعديل الذي يسمى بالفرنسية «الشباك الصغير/فنسترون» Fenestron من أجل خفض ضوضاء تلك المروحة خارج الطائرة بنسبة 50%، حيث يصل ضجيجها 8.5 dB وهذا أقل من الحد القياسي 2.
صممت إي-سي-130 بمشاركة شركات السياحة، وهي تحتوي على مقصورة واسعة تتمتع بروئية ممتازة إلى الخارج، وتسع لعدد 7 من السياح. ومقد بدأت إي-سي-130 بالخدمة في أسطول بلو هاوايان للسياحة عام 2001، وهي حاليا تستعمل يوميا في هاواي والجراند كانيون بكاليفورنيا.
كما أصبحت إي-سي-130 تستخدم كثيرا في الخدمات الطبية بفضل اتساعها ويمكنها احتواء واحا إو اثنين من أسرة نقل المرضى، كما تتميز بأبواب جانبية واسعة ونافذة فنسترون تمنع دوران المروحية عشوائيا. ويضم الآن أكبر ناقل للمرضى في العالم AMS ستة مروحيات إي-سي-130 في أسطوله.

## بعض الموديلات

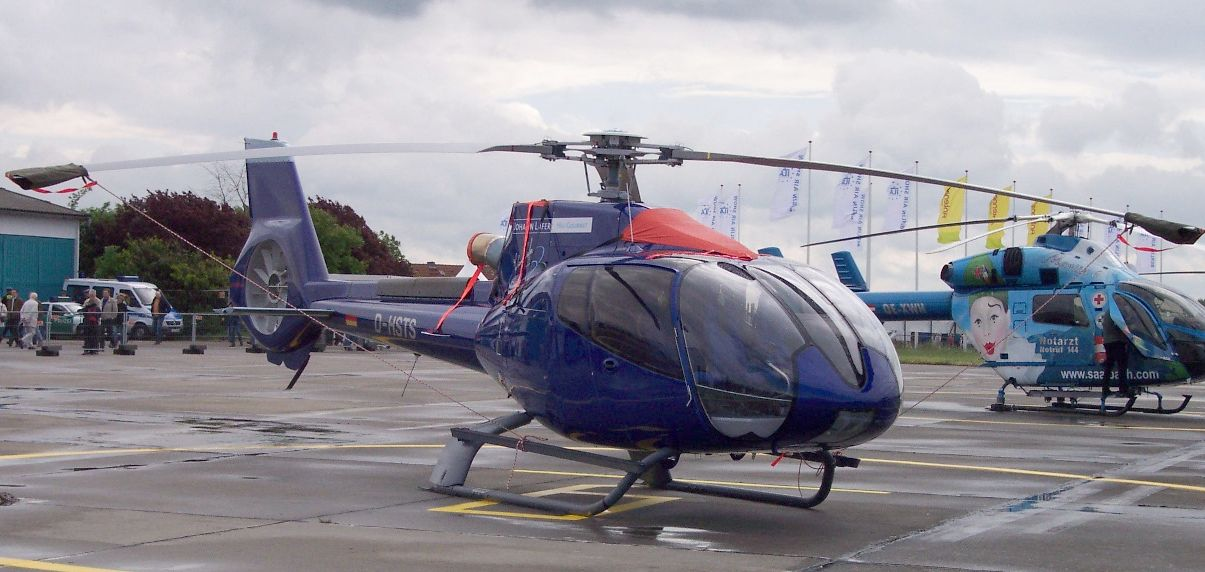
مطاعم يوهان لافر بالنمسا ،EC130

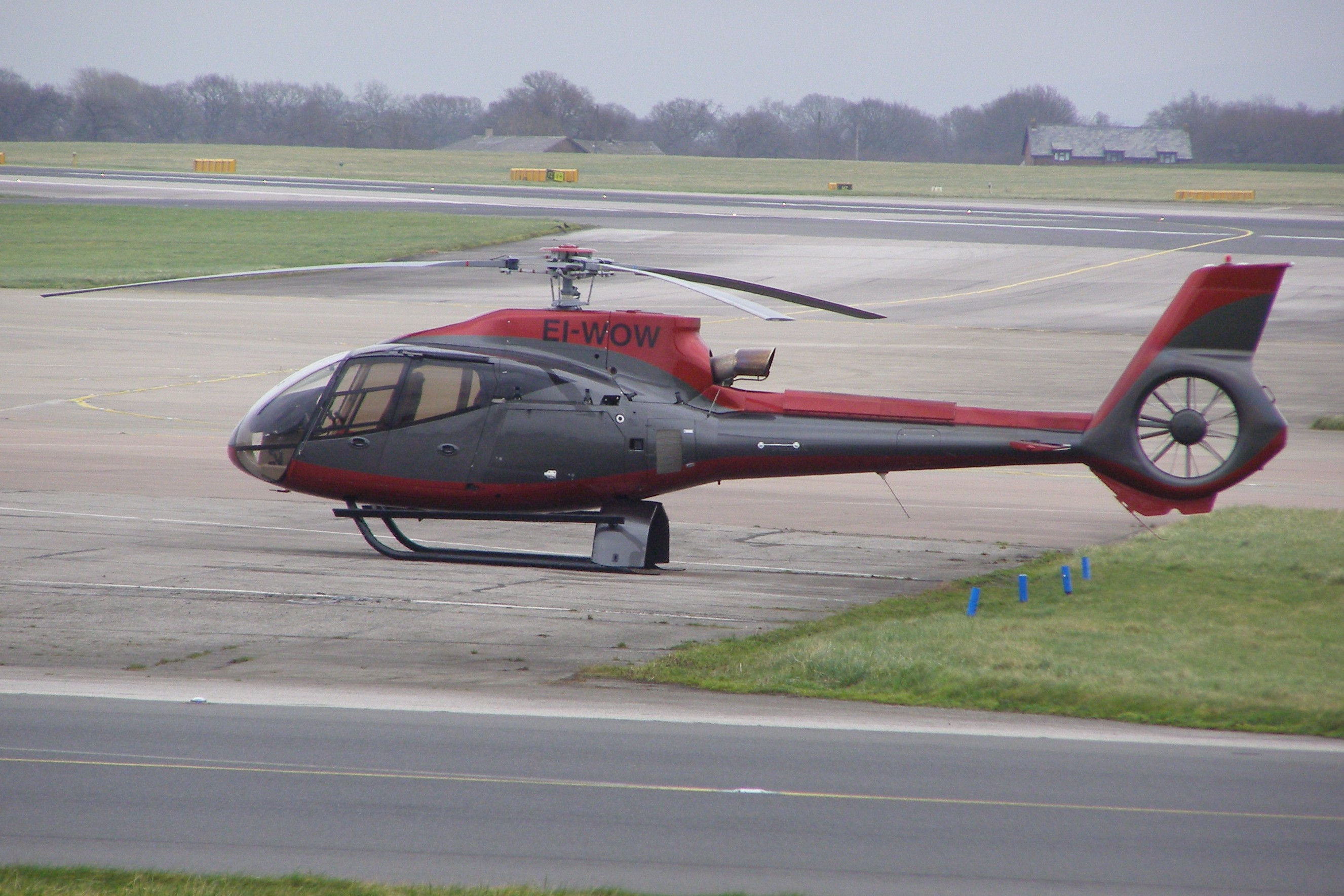
شركة سكايهيلي المحدودة ،EC130

## مستخدمين
توجد عدد كبير لتلك المروحية يعمل في البلاد المختلفة، نذكر منها :
- الإمارات العربية المتحدة، والولايات المتحدة الأمريكية، وألمانيا وأستراليا وموناكو ونيوزيلندا وغيرهم.